# Коњска снага
Коњска снага (скраћено КС или кс) је застарела јединица за мјерење снаге. У прво време је развијена да би се представила снага парних машина у поређењу са снагом коња. Данас је замијењена ватом (W), SI јединицом за снагу, и користи се углавном само за рекламне сврхе, осим у Сјеверној Америци.

## Дефиниције
Постоји више дефиниција, и сам износ коњске снаге се разликује у појединим земљама.
- Метричка коњска снага је 75  по секунди, или 735,499 . Ова јединица је углавном кориштена у Европи и Југославији.
- Механичка коњска снага или империјална коњска снага је 550 стопа•фунти у секунди. Еквивалентна је 745,7 .[1] Честа је у англосаксонским земљама.
- Коњска снага бојлера се користи за означавање парних бојлера. Еквивалентна је количини од 34.5 фунти воде испарене за један сат на температури од 212 °F, или 9809,5 .
- Коњска снага електромотора је једнака 746 .[2]
- Коњска снага у Њемачкој (PS) варира међу покрајинама, али су вриједности близу једне метричке коњске снаге.

### Ознаке
- – Велика Британија
- – Њемачка
- – Француска
- - Русија